# Ischnotoma (Ischnotoma) peracuta
Ischnotoma (Ischnotoma) peracuta is een tweevleugelige uit de familie langpootmuggen (Tipulidae). De soort komt voor in het Neotropisch gebied.